# 661
661(육백육십일)은 660보다 크고 662보다 작은 자연수다.

## 수학
- 121번째 소수(素數)다. 앞의 소수는 쌍둥이 소수인 659, 다음 소수는 673이다.
- 피타고라스 삼조의 빗변의 길이이다. ({\displaystyle 300^{2}+589^{2}=661^{2}})[a]
- {\displaystyle 661=211+223+227}
  - 연속하는 세 소수(素數)의 합으로 나타낼 수 있으며, 이 성질을 지닌 앞의 수는 633, 다음 수는 679다.

## 과학
- NGC 661: 삼각형자리 방향에 있는 타원은하.
- 661 클로엘리아(영어판): 소행성.

## 교통

### 항공
- 파키스탄 국제항공 661편 추락 사고

### 도로
- 유럽 고속도로 661호선(영어판): 헝가리 벌러톤호에서 보스니아 헤르체고비나 제니차까지 이어지는 유럽 고속도로.
- 아우토반 661호선(영어판, 독일어판): 독일의 고속도로.

## 군사
- U-661(영어판): 제2차 세계 대전에 사용된 나치 독일의 군용 잠수함.

## 문화유산
- 대한민국의 보물 제661호: 상주 석조천인상

## 기타
- 연도: 661년, 기원전 661년